# 腺样体炎
腺样体炎是腺样体组织出現的炎症，多发于儿童。通常由病毒或細菌感染引起。腺样体炎的治療手段有服用藥品（抗生素、类固醇）以及外科手術。
腺样体炎的症狀可能類似於普通感冒。然而相比於普通感冒，腺样体炎症状通常要持续十天或更长，并且鼻子那邊還會出現膿樣分泌物。